# (Ne)matky
(Ne)matky (v anglickém originále Otherhood) je americký hraný film z roku 2019, který režírovala Cindy Chupack podle vlastního scénáře. Snímek měl světovou premiéru 21. července 2019.

## Děj
Carol, Gillian a Helen jsou dlouholeté přítelkyně, které se pravidelně setkávají na Den matek. Jejich synové již dávno odrostli a žijí v New Yorku a na své matky si skoro ani nevzpomenou. Ženy se proto spontánně rozhodnou odjet a překvapit je návštěvou. Carol zjistí, že její syn Matt nepracuje ve sportovním časopise, ale spíše v eroticky laděném. Gillian chce svému synovi Danielovi dohodit novou přítelkyni, protože s původní se rozešel. Helen zjistí, že její syn Paul je gay, což už dávno tušila, a žije s přítelem. Matky a synové musejí vzájemně překonat předsudky vůči tomu, jak žijí své životy, a jaké jsou jejich představy o budoucnosti.

## Obsazení
| Angela Bassettová   | Carol Walker       |
| Patricia Arquette   | Gillian Lieberman  |
| Felicity Huffmanová | Helen Halston      |
| Jake Hoffman        | Daniel Lieberman   |
| Jake Lacy           | Paul Halston-Myers |
| Sinqua Walls        | Matt Walker        |
| Heidi Gardner       | Erin               |
| Stephen Kunken      | Joel Lieberman     |
| Damian Young        | Frank              |
| Afton Williamson    | Julia              |
| Frank De Julio      | Andre              |
| Becki Newton        | Andrea             |
| Mario Cantone       | Calvin             |
| Emily Tremaine      | Lauren Lieberman   |
| Molly Bernard       | Alison             |
| Tim Bagley          | Miles              |